# Juriniopsis aurifrons
Juriniopsis aurifrons là một loài ruồi trong họ Tachinidae.